# رالف كلايبول
رالف كلايبول (بالإنجليزية: Ralph Claypool)‏ هو لاعب كرة قدم أمريكية أمريكي، ولد في 15 ديسمبر 1898 في بلو جراس في الولايات المتحدة، وتوفي في 17 نوفمبر 1969 في ويبستر غروفز في الولايات المتحدة.